# Bieg na 400 metrów

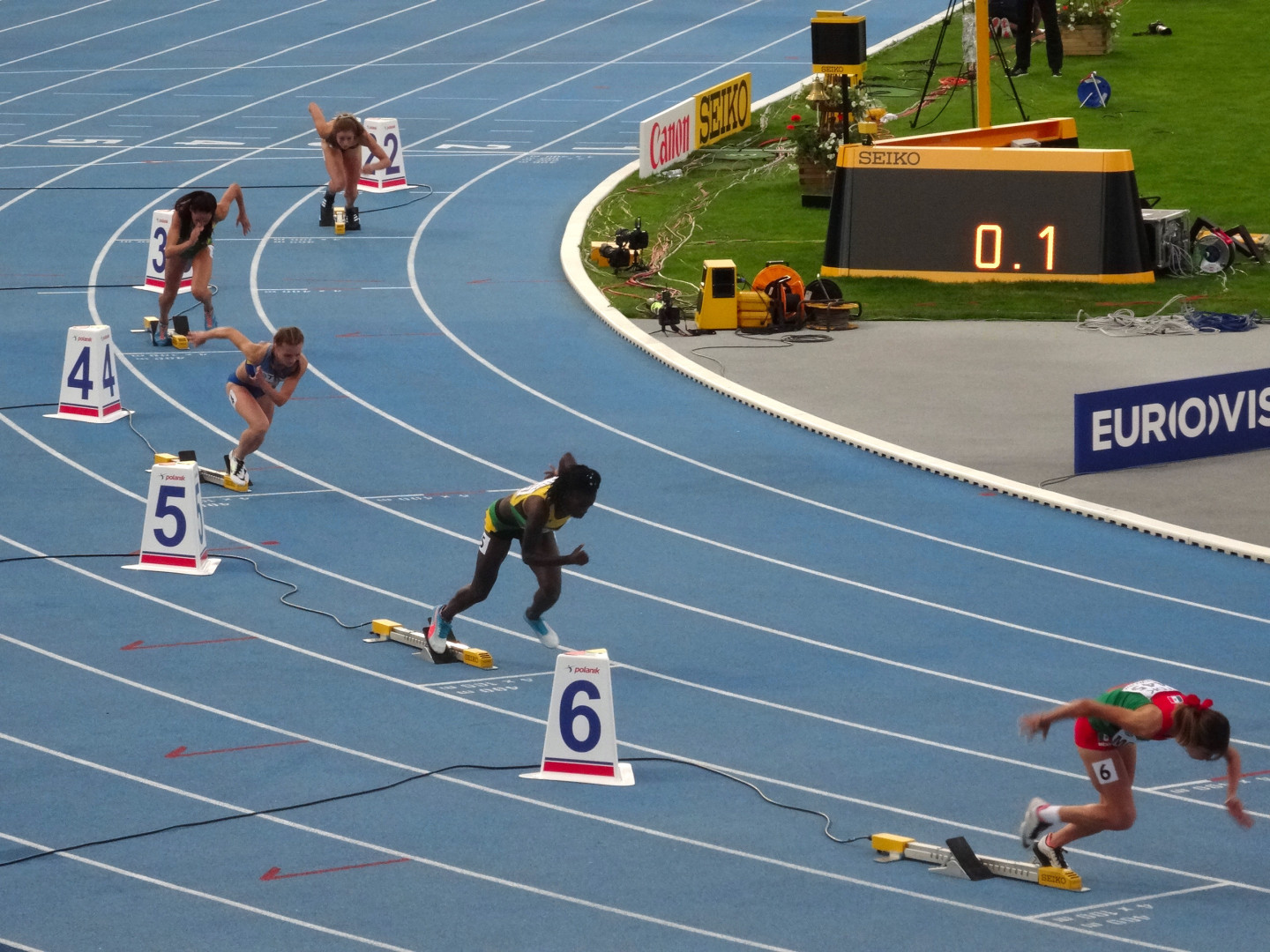
Start do biegu na 400 metrów kobiet podczas Mistrzostw Świata Juniorów w Lekkoatletyce 2016 w Bydgoszczy

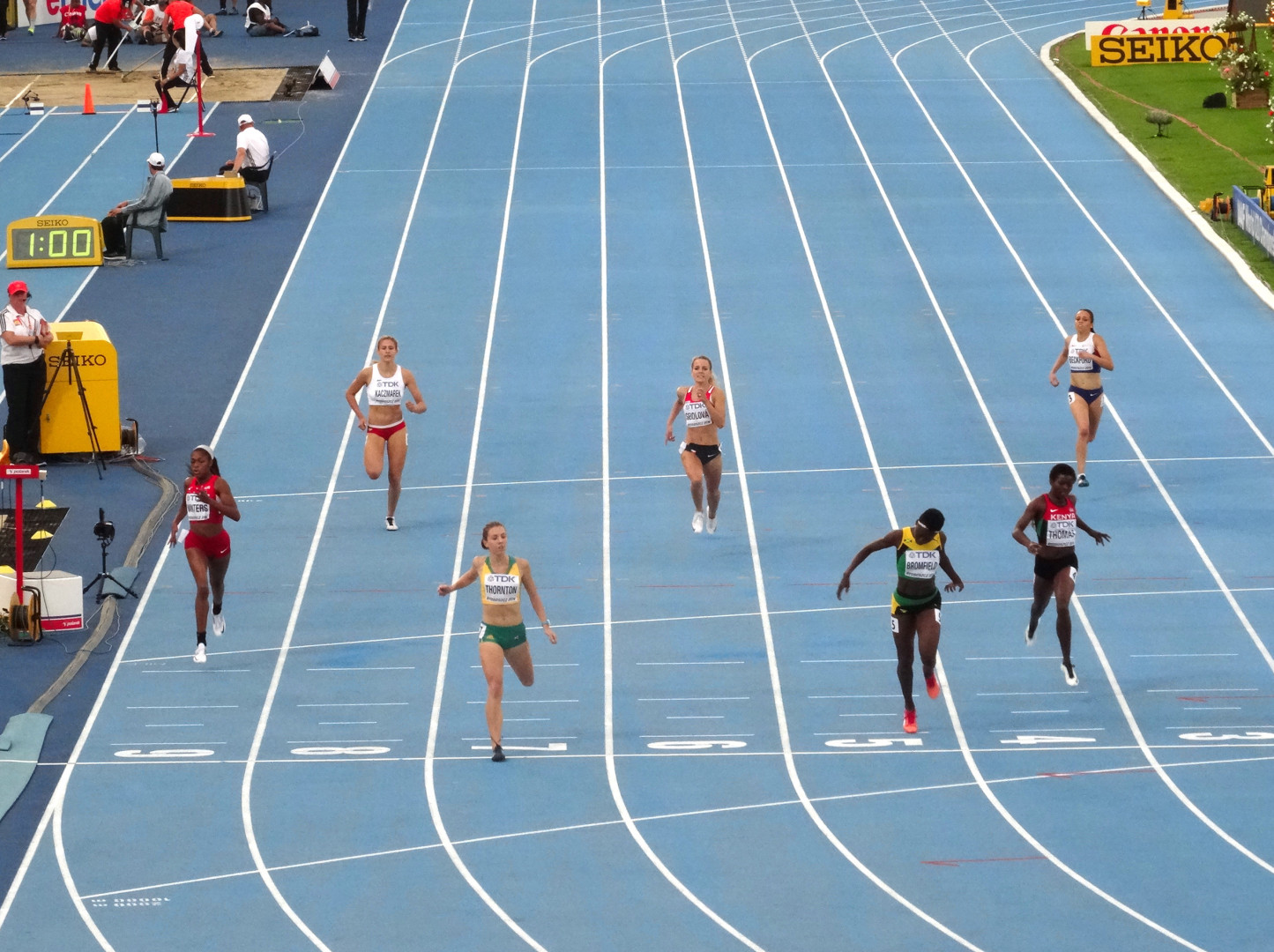
Finisz biegu

Bieg na 400 metrów – konkurencja lekkoatletyczna, najdłuższy dystans spośród biegów krótkich. Na standardowym stadionie 400 m stanowi dokładnie jedno okrążenie stadionu po wewnętrznym torze. W hali jest to dystans dwóch okrążeń.

## Rekordziści

### mężczyźni
|        | czas  | zawodnik             | państwo           | data             | miejsce        |
| ------ | ----- | -------------------- | ----------------- | ---------------- | -------------- |
| świata | 43,03 | Wayde van Niekerk    | Południowa Afryka | 14 sierpnia 2016 | Rio de Janeiro |
| Europy | 43,44 | Matthew Hudson-Smith | Wielka Brytania   | 7 sierpnia 2024  | Paryż          |
| Polski | 44,62 | Tomasz Czubak        | Polska            | 24 sierpnia 1999 | Sewilla        |

### kobiety
|        | czas  | zawodniczka       | państwo | data                | miejsce  |
| ------ | ----- | ----------------- | ------- | ------------------- | -------- |
| świata | 47,60 | Marita Koch       | NRD     | 6 października 1985 | Canberra |
| Europy | 47,60 | Marita Koch       | NRD     | 6 października 1985 | Canberra |
| Polski | 48,90 | Natalia Kaczmarek | Polska  | 20 lipca 2024       | Londyn   |

## Rekordziści w hali

### mężczyźni
|        | czas  | zawodnik          | państwo           | data          | miejsce      |
| ------ | ----- | ----------------- | ----------------- | ------------- | ------------ |
| świata | 44,57 | Kerron Clement    | Stany Zjednoczone | 12 marca 2005 | Fayetteville |
| Europy | 45,05 | Thomas Schönlebe  | NRD               | 5 lutego 1988 | Sindelfingen |
| Europy | 45,05 | Karsten Warholm   | Norwegia          | 2 marca 2019  | Glasgow      |
| Polski | 45,31 | Maksymilian Szwed | Polska            | 8 marca 2025  | Apeldoorn    |

### kobiety
|        | czas  | zawodniczka       | państwo  | data           | miejsce |
| ------ | ----- | ----------------- | -------- | -------------- | ------- |
| świata | 49,17 | Femke Bol         | Holandia | 2 marca 2024   | Glasgow |
| Europy | 49,17 | Femke Bol         | Holandia | 2 marca 2024   | Glasgow |
| Polski | 50,83 | Natalia Kaczmarek | Polska   | 19 lutego 2023 | Toruń   |

## Najlepsi zawodnicy wszech czasów

### Mężczyźni
Poniższa tabela przedstawia listę 10 najlepszych biegaczy na 400 m w historii tej konkurencji (stan na 7 sierpnia 2024 r.).
| lp. | wynik | zawodnik             | państwo           | data                | miejsce        |
| --- | ----- | -------------------- | ----------------- | ------------------- | -------------- |
| 1.  | 43,03 | Wayde van Niekerk    | Południowa Afryka | 14 sierpnia 2016    | Rio de Janeiro |
| 2.  | 43,18 | Michael Johnson      | Stany Zjednoczone | 26 sierpnia 1999    | Sewilla        |
| 3.  | 43,29 | Butch Reynolds       | Stany Zjednoczone | 17 sierpnia 1988    | Zurych         |
| 4.  | 43,40 | Quincy Hall          | Stany Zjednoczone | 7 sierpnia 2024     | Paryż          |
| 5.  | 43,44 | Matthew Hudson-Smith | Wielka Brytania   | 7 sierpnia 2024     | Paryż          |
| 6.  | 43,45 | Jeremy Wariner       | Stany Zjednoczone | 31 sierpnia 2007    | Osaka          |
| 6.  | 43,45 | Michael Norman       | Stany Zjednoczone | 20 kwietnia 2019    | Torrance       |
| 8.  | 43,48 | Steven Gardiner      | Bahamy            | 4 października 2019 | Doha           |
| 9.  | 43,50 | Quincy Watts         | Stany Zjednoczone | 5 sierpnia 1992     | Barcelona      |
| 10. | 43,64 | Fred Kerley          | Stany Zjednoczone | 27 lipca 2019       | Des Moines     |

- zobacz więcej na stronach World Athletics

#### Najszybsi zawodnicy spoza USA
Poniższa tabela przedstawia listę 10 najlepszych biegaczy na 400 m w historii pochodzących spoza Stanów Zjednoczonych (stan na 7 sierpnia 2024 r.).
| lp. | wynik | zawodnik              | państwo           | data                | miejsce           |
| --- | ----- | --------------------- | ----------------- | ------------------- | ----------------- |
| 1.  | 43,03 | Wayde van Niekerk     | Południowa Afryka | 14 sierpnia 2016    | Rio de Janeiro    |
| 2.  | 43,44 | Matthew Hudson-Smith  | Wielka Brytania   | 7 sierpnia 2024     | Paryż             |
| 3.  | 43,48 | Steven Gardiner       | Bahamy            | 4 października 2019 | Doha              |
| 4.  | 43,72 | Isaac Makwala         | Botswana          | 5 lipca 2015        | La Chaux-de-Fonds |
| 5.  | 43,74 | Kirani James          | Grenada           | 3 lipca 2014        | Lozanna           |
| 5.  | 43,74 | Muzala Samukonga      | Zambia            | 7 sierpnia 2024     | Paryż             |
| 7.  | 43,76 | Zakithi Nene          | Południowa Afryka | 31 maja 2025        | Nairobi           |
| 8.  | 43,78 | Jereem Richards       | Trynidad i Tobago | 7 sierpnia 2024     | Paryż             |
| 9.  | 43,93 | Youssef Masrahi       | Arabia Saudyjska  | 23 sierpnia 2015    | Pekin             |
| 9.  | 43,93 | Rusheen McDonald      | Jamajka           | 23 sierpnia 2015    | Pekin             |
| 9.  | 43,93 | Anthony José Zambrano | Kolumbia          | 2 sierpnia 2021     | Tokio             |

- zobacz więcej na stronach World Athletics

#### Najlepsi juniorzy w historii
Poniższa tabela przedstawia listę 10 najlepszych juniorów na 400 m w historii tej konkurencji (stan na 12 lipca 2025 r.).
| lp. | wynik | zawodnik          | państwo           | data                 | miejsce           |
| --- | ----- | ----------------- | ----------------- | -------------------- | ----------------- |
| 1.  | 43,87 | Steve Lewis       | Stany Zjednoczone | 28 września 1988     | Seul              |
| 2.  | 44,10 | Quincy Wilson     | Stany Zjednoczone | 12 lipca 2025        | Memphis           |
| 3.  | 44,22 | Baboloki Thebe    | Botswana          | 21 maja 2016         | Gaborone          |
| 4.  | 44,25 | Karabo Sibanda    | Botswana          | 14 sierpnia 2016     | Rio de Janeiro    |
| 5.  | 44,27 | Abd al-Ilah Harun | Katar             | 5 lipca 2015         | La Chaux-de-Fonds |
| 6.  | 44,36 | Kirani James      | Grenada           | 8 września 2011      | Zurych            |
| 7.  | 44,38 | Micahi Danzy      | Stany Zjednoczone | 17 maja 2025         | Winston-Salem     |
| 8.  | 44,41 | Samuel Ogazi      | Nigeria           | 6 sierpnia 2024      | Paryż             |
| 9.  | 44,58 | Anthony Pesela    | Botswana          | 21 sierpnia 2021     | Nairobi           |
| 10. | 44,66 | Hamdan al-Biszi   | Arabia Saudyjska  | 20 października 2000 | Santiago          |
| 10. | 44,66 | LaShawn Merritt   | Stany Zjednoczone | 7 maja 2005          | Kingston          |

- zobacz więcej na stronach World Athletics

Najlepsi Polacy w historii
Poniższa tabela przedstawia listę 10 najlepszych Polaków w tej konkurencji (stan na 27 czerwca 2025 r.).
| lp. | wynik | zawodnik           | data             | miejsce   |
| --- | ----- | ------------------ | ---------------- | --------- |
| 1.  | 44,62 | Tomasz Czubak      | 24 sierpnia 1999 | Sevilla   |
| 2.  | 44,84 | Robert Maćkowiak   | 5 sierpnia 2001  | Edmonton  |
| 3.  | 44,92 | Kajetan Duszyński  | 21 sierpnia 2021 | Berno     |
| 4.  | 45,11 | Jakub Krzewina     | 14 lipca 2014    | Wrocław   |
| 4.  | 45,11 | Karol Zalewski     | 8 sierpnia 2018  | Berlin    |
| 6.  | 45,14 | Rafał Omelko       | 7 lipca 2016     | Amsterdam |
| 7.  | 45,18 | Maksymilian Szwed  | 27 czerwca 2025  | Madryt    |
| 8.  | 45,20 | Maciej Maćkowiak   | 30 czerwca 2001  | Bydgoszcz |
| 9.  | 45,24 | Kacper Kozłowski   | 28 lipca 2010    | Barcelona |
| 10. | 45,27 | Tomasz Jędrusik    | 25 września 1988 | Seul      |
| 10. | 45,27 | Marcin Marciniszyn | 12 sierpnia 2011 | Bydgoszcz |

- zobacz więcej na stronach World Athletics

### Kobiety
Poniższa tabela przedstawia listę 10 najlepszych biegaczek na 400 m w historii tej konkurencji (stan na 9 sierpnia 2024 r.).
| lp. | wynik | zawodniczka           | państwo        | data                | miejsce  |
| --- | ----- | --------------------- | -------------- | ------------------- | -------- |
| 1.  | 47,60 | Marita Koch           | NRD            | 1 października 1985 | Canberra |
| 2.  | 47,99 | Jarmila Kratochvílová | Czechosłowacja | 10 sierpnia 1983    | Helsinki |
| 3.  | 48,14 | Salwa Eid Naser       | Bahrajn        | 3 października 2019 | Doha     |
| 4.  | 48,17 | Marileidy Paulino     | Dominikana     | 9 sierpnia 2024     | Paryż    |
| 5.  | 48,25 | Marie-José Pérec      | Francja        | 29 lipca 1996       | Atlanta  |
| 6.  | 48,27 | Olha Bryzhina         | ZSRR           | 1 października 1985 | Canberra |
| 7.  | 48,36 | Shaunae Miller-Uibo   | Bahamy         | 6 sierpnia 2021     | Tokio    |
| 8.  | 48,57 | Nickisha Pryce        | Jamajka        | 20 lipca 2024       | Londyn   |
| 9.  | 48,59 | Taťána Kocembová      | Czechosłowacja | 10 sierpnia 1983    | Helsinki |
| 10. | 48,63 | Cathy Freeman         | Australia      | 29 lipca 1996       | Atlanta  |

- zobacz więcej na stronach World Athletics

#### Najlepsze juniorki wszech czasów
Poniższa tabela przedstawia listę 10 najszybszych juniorek na 400 m w historii tej konkurencji (stan na 12 czerwca 2021 r.).
| lp. | wynik | zawodniczka        | państwo           | data                 | miejsce     |
| --- | ----- | ------------------ | ----------------- | -------------------- | ----------- |
| 1.  | 49,22 | Christine Mboma    | Namibia           | 17 kwietnia 2021     | Windhoek    |
| 2.  | 49,42 | Grit Breuer        | Niemcy            | 27 sierpnia 1991     | Tokio       |
| 3.  | 49,53 | Beatrice Masilingi | Namibia           | 11 kwietnia 2021     | Lusaka      |
| 4.  | 49,57 | Athing Mu          | Stany Zjednoczone | 12 czerwca 2021      | Eugene      |
| 5.  | 49,77 | Christina Brehmer  | NRD               | 9 maja 1976          | Drezno      |
| 6.  | 49,88 | Salwa Eid Naser    | Bahrajn           | 1 września 2017      | Bruksela    |
| 7.  | 49,89 | Sanya Richards     | Stany Zjednoczone | 17 lipca 2004        | Sacramento  |
| 8.  | 50,01 | Jing Li            | Chiny             | 18 października 1997 | Szanghaj    |
| 9.  | 50,07 | Sydney McLaughlin  | Stany Zjednoczone | 30 marca 2018        | Gainesville |
| 10. | 50,19 | Marita Koch        | NRD               | 10 lipca 1976        | Berlin      |

- zobacz więcej na stronach World Athletics

Najlepsze Polki w historii
Poniższa tabela przedstawia listę 10 najlepszych Polek w tej konkurencji (stan na 20 lipca 2024 r.).
| lp. | wynik | zawodniczka              | data                | miejsce        |
| --- | ----- | ------------------------ | ------------------- | -------------- |
| 1.  | 48,90 | Natalia Kaczmarek        | 20 lipca 2024       | Londyn         |
| 2.  | 49,28 | Irena Szewińska          | 29 lipca 1976       | Montreal       |
| 3.  | 50,28 | Anna Kiełbasińska        | 18 czerwca 2022     | Paryż          |
| 4.  | 50,41 | Justyna Święty-Ersetic   | 11 sierpnia 2018    | Berlin         |
| 5.  | 50,70 | Genowefa Błaszak         | 15 sierpnia 1986    | Berlin         |
| 6.  | 51,02 | Iga Baumgart-Witan       | 1 października 2019 | Doha           |
| 7.  | 51,18 | Małgorzata Hołub-Kowalik | 21 lipca 2018       | Lublin         |
| 8.  | 51,29 | Grażyna Prokopek         | 21 sierpnia 2004    | Ateny          |
| 8.  | 51,29 | Anna Pacholak-Guzowska   | 24 czerwca 2005     | Biała Podlaska |
| 10. | 51,31 | Patrycja Wyciszkiewicz   | 24 sierpnia 2015    | Pekin          |

- zobacz więcej na stronach World Athletics

## Najlepsi zawodnicy w XXI wieku

### Mężczyźni
Poniższa tabela przedstawia listę 10 najlepszych biegaczy na 400 m w historii, biorąc pod uwagę wyłącznie wyniki uzyskane po 31 grudnia 2000 roku (stan na 7 sierpnia 2024 r.).
| lp. | wynik | zawodnik             | państwo           | data                | miejsce           |
| --- | ----- | -------------------- | ----------------- | ------------------- | ----------------- |
| 1.  | 43,03 | Wayde van Niekerk    | Południowa Afryka | 14 sierpnia 2016    | Rio de Janeiro    |
| 2.  | 43,40 | Quincy Hall          | Stany Zjednoczone | 7 sierpnia 2024     | Paryż             |
| 3.  | 43,44 | Matthew Hudson-Smith | Wielka Brytania   | 7 sierpnia 2024     | Paryż             |
| 4.  | 43,45 | Jeremy Wariner       | Stany Zjednoczone | 31 sierpnia 2007    | Osaka             |
| 4.  | 43,45 | Michael Norman       | Stany Zjednoczone | 20 kwietnia 2019    | Torrance          |
| 6.  | 43,48 | Steven Gardiner      | Bahamy            | 4 października 2019 | Doha              |
| 7.  | 43,64 | Fred Kerley          | Stany Zjednoczone | 27 lipca 2019       | Des Moines        |
| 8.  | 43,65 | LaShawn Merritt      | Stany Zjednoczone | 26 sierpnia 2015    | Pekin             |
| 9.  | 43,70 | Champion Allison     | Stany Zjednoczone | 25 czerwca 2022     | Eugene            |
| 10. | 43,72 | Isaac Makwala        | Botswana          | 5 lipca 2015        | La Chaux-de-Fonds |

źródło: World Athletics

### Kobiety
Poniższa tabela przedstawia listę 10 najlepszych biegaczek na 400 m w historii, biorąc pod uwagę wyłącznie wyniki uzyskane po 31 grudnia 2000 roku (stan na 8 sierpnia 2024 r.).
| lp. | wynik | zawodniczka               | państwo           | data                | miejsce |
| --- | ----- | ------------------------- | ----------------- | ------------------- | ------- |
| 1.  | 48,14 | Salwa Eid Naser           | Bahrajn           | 3 października 2019 | Doha    |
| 2.  | 48,17 | Marileidy Paulino         | Dominikana        | 8 sierpnia 2024     | Paryż   |
| 3.  | 48,36 | Shaunae Miller-Uibo       | Bahamy            | 6 sierpnia 2021     | Tokio   |
| 4.  | 48,57 | Nickisha Pryce            | Jamajka           | 20 lipca 2024       | Londyn  |
| 5.  | 48,70 | Sanya Richards-Ross       | Stany Zjednoczone | 16 września 2006    | Ateny   |
| 6.  | 48,74 | Sydney McLaughlin-Levrone | Stany Zjednoczone | 8 lipca 2023        | Eugene  |
| 7.  | 48,89 | Ana Guevara               | Meksyk            | 27 sierpnia 2003    | Paryż   |
| 8.  | 48,90 | Natalia Kaczmarek         | Polska            | 20 lipca 2024       | Londyn  |
| 9.  | 49,07 | Tonique Williams-Darling  | Bahamy            | 12 września 2004    | Berlin  |
| 9.  | 49,07 | Rhasidat Adeleke          | Irlandia          | 10 czerwca 2024     | Rzym    |

źródło: World Athletics

## Najlepsi zawodnicy wszech czasów w hali

### Mężczyźni
Poniższa tabela przedstawia listę 10 najlepszych biegaczy na 400 m w hali w historii tej konkurencji (stan na 1 marca 2025 r.)
| lp. | wynik | zawodnik                     | państwo           | data           | miejsce         |
| --- | ----- | ---------------------------- | ----------------- | -------------- | --------------- |
| 1.  | 44,49 | Christopher Morales Williams | Kanada            | 24 lutego 2024 | Fayetteville    |
| 2.  | 44,52 | Michael Norman               | Stany Zjednoczone | 10 marca 2018  | College Station |
| 3.  | 44,57 | Kerron Clement               | Stany Zjednoczone | 12 marca 2005  | Fayetteville    |
| 4.  | 44,62 | Randolph Ross                | Stany Zjednoczone | 12 marca 2022  | Birmingham      |
| 5.  | 44,63 | Michael Johnson              | Stany Zjednoczone | 4 marca 1995   | Atlanta         |
| 6.  | 44,70 | Christopher Bailey           | Stany Zjednoczone | 14 lutego 2025 | Fayetteville    |
| 7.  | 44,71 | Noah Williams                | Stany Zjednoczone | 13 marca 2021  | Fayetteville    |
| 8.  | 44,74 | Ezekiel Nathaniel            | Nigeria           | 1 marca 2025   | Lubbock         |
| 9.  | 44,75 | Elija Godwin                 | Stany Zjednoczone | 25 lutego 2023 | Fayetteville    |
| 10. | 44,80 | Kirani James                 | Grenada           | 27 lutego 2011 | Fayetteville    |

- zobacz więcej na stronach World Athletics

### Kobiety
Poniższa tabela przedstawia listę 10 najlepszych biegaczek na 400 m w hali w historii tej konkurencji (stan na 15 marca 2025 r.).
| lp. | wynik | zawodniczka           | państwo           | data           | miejsce         |
| --- | ----- | --------------------- | ----------------- | -------------- | --------------- |
| 1.  | 49,17 | Femke Bol             | Holandia          | 2 marca 2024   | Glasgow         |
| 2.  | 49,24 | Isabella Whittaker    | Stany Zjednoczone | 15 marca 2025  | Virginia Beach  |
| 3.  | 49,48 | Britton Wilson        | Stany Zjednoczone | 11 marca 2023  | Albuquerque     |
| 4.  | 49,59 | Jarmila Kratochvílová | Czechosłowacja    | 7 marca 1982   | Mediolan        |
| 5.  | 49,68 | Natalia Nazarowa      | Rosja             | 18 lutego 2004 | Moskwa          |
| 6.  | 49,76 | Taťána Kocembová      | Czechosłowacja    | 2 lutego 1984  | Wiedeń          |
| 7.  | 49,78 | Aaliyah Butler        | Stany Zjednoczone | 1 marca 2025   | College Station |
| 8.  | 50,01 | Sabine Busch          | NRD               | 2 lutego 1984  | Wiedeń          |
| 9.  | 50,02 | Nicola Sanders        | Wielka Brytania   | 3 marca 2007   | Birmingham      |
| 10. | 50,04 | Olesia Forszewa       | Rosja             | 18 lutego 2006 | Moskwa          |

- zobacz więcej na stronach World Athletics

## Chronologia rekordu świata w biegu na 400 metrów

### Mężczyźni[1]
| Wynik   | Zawodnik          | Reprezentacja     | Data                      | Miejsce             |
| ------- | ----------------- | ----------------- | ------------------------- | ------------------- |
| 47,8h y | Maxey Long        | Stany Zjednoczone | 29 września 1900(dts)     | Nowy Jork           |
| 48,2h   | Charles Reidpath  | Stany Zjednoczone | 13 lipca 1912(dts)        | Sztokholm           |
| 47,4h   | Ted Meredith      | Stany Zjednoczone | 27 maja 1916(dts)         | Cambridge           |
| 47,0h   | Emerson Spencer   | Stany Zjednoczone | 12 maja 1928(dts)         | Palo Alto           |
| 46,2h   | Ben Eastman       | Stany Zjednoczone | 26 marca 1932(dts)        | Palo Alto           |
| 46,2h   | Bill Carr         | Stany Zjednoczone | 5 sierpnia 1932(dts)      | Los Angeles         |
| 46,1h   | Archie Williams   | Stany Zjednoczone | 19 czerwca 1936(dts)      | Chicago             |
| 46,0h   | Rudolf Harbig     | III Rzesza        | 12 sierpnia 1939(dts)     | Frankfurt nad Menem |
| 46,0h   | Grover Klemmer    | Stany Zjednoczone | 29 czerwca 1941(dts)      | Filadelfia          |
| 45,8h y | Herb McKenley     | Jamajka           | 5 czerwca 1948(dts)       | Berkeley            |
| 45,9h   | Herb McKenley     | Jamajka           | 2 lipca 1948(dts)         | Milwaukee           |
| 45,8h   | George Rhoden     | Jamajka           | 22 sierpnia 1950(dts)     | Eskilstuna          |
| 45,4h   | Lou Jones         | Stany Zjednoczone | 18 marca 1955(dts)        | Meksyk              |
| 45,2h   | Lou Jones         | Stany Zjednoczone | 30 czerwca 1956(dts)      | Los Angeles         |
| 44,9h   | Otis Davis        | Stany Zjednoczone | 6 września 1960(dts)      | Rzym                |
| 44,9h   | Carl Kaufmann     | RFN               | 6 września 1960(dts)      | Rzym                |
| 44,7h y | Adolph Plummer    | Stany Zjednoczone | 25 maja 1963(dts)         | Tempe               |
| 44,9h   | Mike Larrabee     | Stany Zjednoczone | 12 września 1964(dts)     | Los Angeles         |
| 44,5h   | Tommie Smith      | Stany Zjednoczone | 20 maja 1967(dts)         | San Jose            |
| 44,1h   | Larry James       | Stany Zjednoczone | 14 września 1968(dts)     | Echo Summit         |
| 43,86   | Lee Evans         | Stany Zjednoczone | 18 października 1968(dts) | Meksyk              |
| 43,29   | Butch Reynolds    | Stany Zjednoczone | 17 sierpnia 1988(dts)     | Zurych              |
| 43,18   | Michael Johnson   | Stany Zjednoczone | 26 sierpnia 1999(dts)     | Sewilla             |
| 43,03   | Wayde van Niekerk | Południowa Afryka | 14 sierpnia 2016(dts)     | Rio de Janeiro      |

### Kobiety[2]
| Wynik   | Zawodniczka           | Reprezentacja  | Data                      | Miejsce      |
| ------- | --------------------- | -------------- | ------------------------- | ------------ |
| 57,0h y | Marlene Mathews       | Australia      | 6 stycznia 1957(dts)      | Sydney       |
| 57,0h y | Marise Chamberlain    | Nowa Zelandia  | 16 lutego 1957(dts)       | Christchurch |
| 56,3h y | Nancy Boyle           | Australia      | 24 lutego 1957(dts)       | Sydney       |
| 55,2h   | Polina Łazariewa      | ZSRR           | 10 maja 1957(dts)         | Moskwa       |
| 54,0h   | Marija Itkina         | ZSRR           | 8 czerwca 1957(dts)       | Mińsk        |
| 53,6h   | Marija Itkina         | ZSRR           | 6 lipca 1957(dts)         | Moskwa       |
| 53,4h   | Marija Itkina         | ZSRR           | 12 września 1959(dts)     | Krasnodar    |
| 53,4h   | Marija Itkina         | ZSRR           | 14 września 1962(dts)     | Belgrad      |
| 51,9h   | Shin Geum-dan         | Korea Północna | 23 października 1962(dts) | Pjongjang    |
| 51,7h   | Nicole Duclos         | Francja        | 18 września 1969(dts)     | Ateny        |
| 51,7h   | Colette Besson        | Francja        | 18 września 1969(dts)     | Ateny        |
| 51,0h   | Marilyn Neufville     | Jamajka        | 23 lipca 1970(dts)        | Edynburg     |
| 51,0h   | Monika Zehrt          | NRD            | 4 lipca 1972(dts)         | Colombes     |
| 49,9h   | Irena Szewińska       | Polska         | 22 czerwca 1974(dts)      | Warszawa     |
|         |                       |                |                           |              |
| 50,14   | Riitta Salin          | Finlandia      | 4 września 1974(dts)      | Rzym         |
| 49,77   | Christina Brehmer     | NRD            | 9 maja 1976(dts)          | Drezno       |
| 49,75   | Irena Szewińska       | Polska         | 22 czerwca 1976(dts)      | Bydgoszcz    |
| 49,29   | Irena Szewińska       | Polska         | 29 lipca 1976(dts)        | Montreal     |
| 49,19   | Marita Koch           | NRD            | 2 lipca 1978(dts)         | Lipsk        |
| 49,03   | Marita Koch           | NRD            | 19 sierpnia 1978(dts)     | Poczdam      |
| 48,94   | Marita Koch           | NRD            | 31 sierpnia 1978(dts)     | Praga        |
| 48,89   | Marita Koch           | NRD            | 29 lipca 1979(dts)        | Poczdam      |
| 48,60   | Marita Koch           | NRD            | 4 sierpnia 1979(dts)      | Turyn        |
| 48,16   | Marita Koch           | NRD            | 8 września 1982(dts)      | Ateny        |
| 47,99   | Jarmila Kratochvílová | Czechosłowacja | 10 sierpnia 1983(dts)     | Helsinki     |
| 47,60   | Marita Koch           | NRD            | 6 października 1985(dts)  | Canberra     |

## Polscy finaliści olimpijscy

### mężczyźni
- 3. Andrzej Badeński 45,64e 1964
- 5. Robert Maćkowiak 45,14 2000
- 7. Andrzej Badeński 45,42e 1968
- 8. Jan Werner 45,63 1976

### kobiety
- 1. Irena Kirszenstein-Szewińska 49,28 1976
- 3. Natalia Kaczmarek 48,98 2024

## Polscy finaliści mistrzostw świata

### mężczyźni
- DNF Robert Maćkowiak 2001

#### kobiety
- 2. Natalia Kaczmarek 49,57 2023
- 7. Justyna Święty-Ersetic 50,95 2019
- 8. Iga Baumgart-Witan 51,29 2019
- 8. Anna Kiełbasińska 50,81 2022

## Polacy w dziesiątkach światowych tabel rocznych

### mężczyźni
- 1964 – 4-6. Andrzej Badeński, 45,6
- 1965 – 2. Andrzej Badeński, 45,6
- 1966 – 6. Jan Werner, 45,7
- 1966 – 7-10. Andrzej Badeński, 45,8
- 1971 – 9-14. Jan Werner, 45,6
- 1977 – 5. Ryszard Podlas, 45,36
- 1999 – 10. Tomasz Czubak, 44,62

### kobiety
- 1934 – 1. Stanisława Walasiewicz, 58,0
- 1935 – 1. Stanisława Walasiewicz, 57,6
- 1973 – 7. Irena Szewińska, 52,0
- 1974 – 1. Irena Szewińska, 49,9
- 1975 – 1. Irena Szewińska, 50,50
- 1976 – 1. Irena Szewińska, 49,28
- 1977 – 1. Irena Szewińska, 49,52
- 1978 – 3. Irena Szewińska, 50,40
- 1979 – 9. Irena Szewińska, 50,85
- 1980 – 10. Irena Szewińska, 51,00
- 2020 – 8. Justyna Święty-Ersetic, 51,33
- 2022 – 6. Natalia Kaczmarek, 49,86
- 2023 – 6. Natalia Kaczmarek, 49,48
- 2024 – 5. Natalia Kaczmarek, 48,90

## Polacy w rankinguTrack and Field News

### mężczyźni
- 1957: 6. Stanisław Swatowski
- 1963: 3. Andrzej Badeński
- 1964: 3. Andrzej Badeński
- 1965: 1. Andrzej Badeński
- 1966: 5. Stanisław Grędziński
- 1966: 6. Jan Werner
- 1966: 8. Andrzej Badeński
- 1967: 10. Jan Werner
- 1968: 9. Andrzej Badeński
- 1969: 5. Jan Werner
- 1971: 8. Jan Werner
- 1977: 7. Ryszard Podlas
- 2000: 9. Robert Maćkowiak

### kobiety
- 1974: 1. Irena Szewińska
- 1975: 1. Irena Szewińska
- 1976: 1. Irena Szewińska
- 1977: 1. Irena Szewińska
- 1978: 3. Irena Szewińska
- 1979: 4. Irena Szewińska
- 1986: 8. Genowefa Błaszak
- 2019: 9. Justyna Święty-Ersetic
- 2022: 7. Natalia Kaczmarek
- 2022: 8. Anna Kiełbasińska
- 2023: 2. Natalia Kaczmarek
- 2024: 2. Natalia Bukowiecka